# Modřín
Modřín (Larix) je rod dřevin z čeledi borovicovité. Zahrnuje 10–14 druhů, které jsou rozšířeny převážně v mírném a boreálním podnebném pásu severní polokoule. V České republice je v Jeseníkách původní modřín opadavý (Larix decidua), pěstuje se i modřín japonský (Larix kaempferi). 

## Název
Slovo modřín bylo pravděpodobně do češtiny převzato z polštiny, a to někdy v 15. století (současný polský název modřínu je Modrzew). Je odvozeno od mírně namodralé barvy, kterou dřevo dostane, když se nechá delší dobu ležet bez ošetření, zvláště pokud je napadeno nějakou dřevokaznou houbou. Starší český název modřínu je břem nebo verpán.
Slovenský název modřínu je smrekovec.

## Vzhled

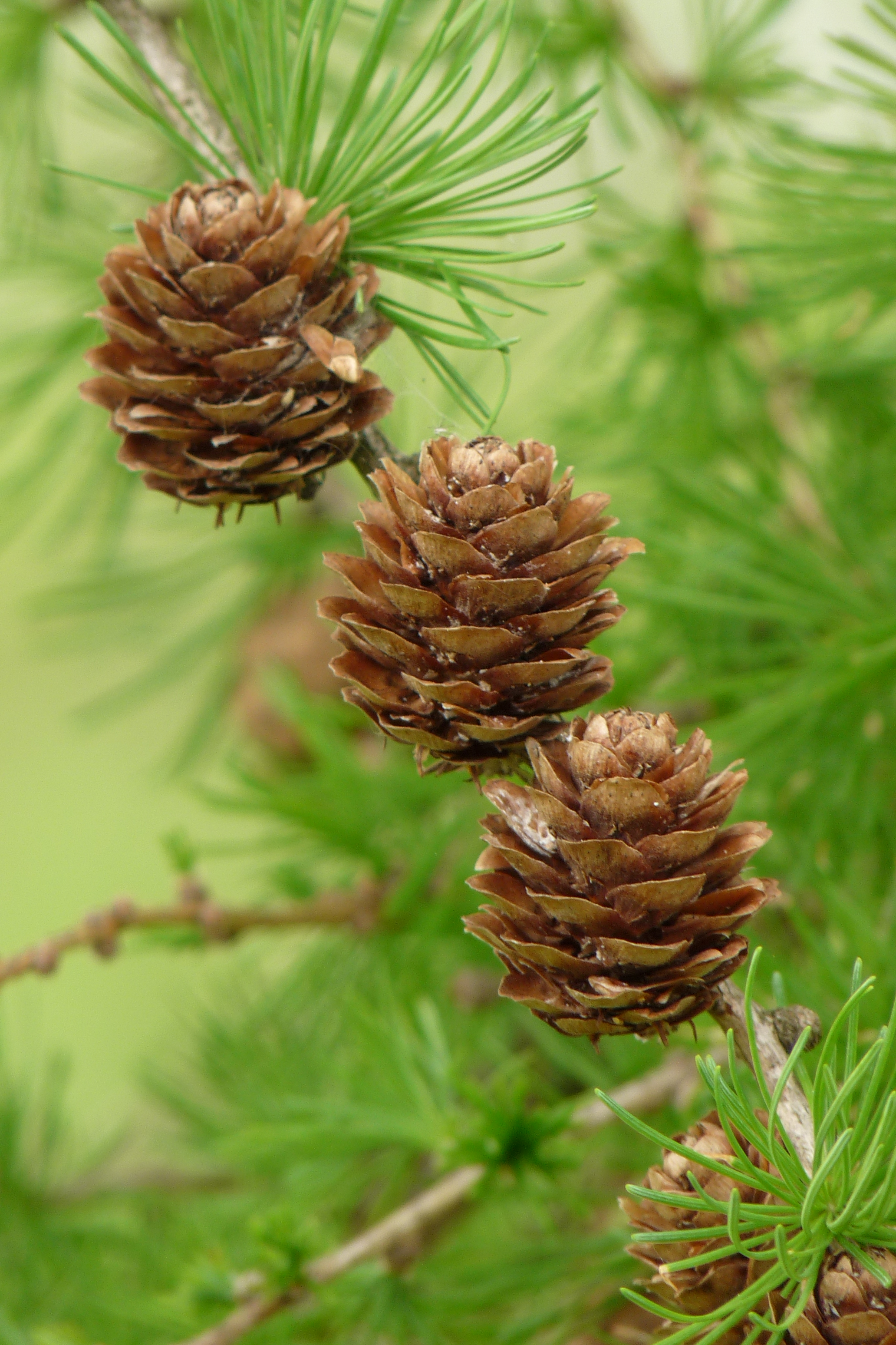
Větévka se šiškami a jehlicemi modřínu opadavého

Jde o dlouhověké, jednodomé, poměrně rychle rostoucí, 15–50 metrů vysoké jehličnaté stromy s rovným průběžným kmenem a rovnovážně odstálými nebo převislými větvemi v nepravidelných přeslenech. Větve jsou dvojího typu: prodlužovací (auxiblasty) a zkrácené (brachyblasty), nesoucí jehlice a šišky. Silná borka je ve stáří hluboce rozpukaná, červenohnědé barvy. Zprvu kůlovitě rostoucí kořen se brzy rozvětvuje na silné postranní kořeny, které modříny dobře ukotvují v půdě. Jako převážná většina jiných dřevin využívají mykorhizu (ektomykorhiza).
Měkké a tenké jehlice vyrůstající na čerstvých letorostech jednotlivě, na dvouletých a starších větvích po svazečcích z brachyblastů. Jehlice jsou ploché, u většiny druhů svěže světle zelené, na rubu či oboustranně kýlnaté a mají dva článkované pryskyřičné kanálky. Na podzim se barví zlatožlutě a opadávají.
Šištice se vytváří z pupenů na konci brachyblastů. Samčí jsou převislé, žluté, samičí vzpřímené, růžové či červené, vzácně i zelené nebo bílé. Dozrávají obvykle téhož roku v okrouhlé, vejčité nebo kuželovitě růžicovité nerozpadavé šišky, které na stromě vytrvávají několik let.

## Ekologické nároky
Modříny jsou silně světlomilné stromy pionýrského charakteru (tj. osidlují dosud volná nezalesněná místa). V zapojeném porostu se v konkurenci ostatních dřevin kvůli svým vysokým nárokům na světlo neprosazují, nezmlazují se a z porostů časem mizí. Jsou velmi tolerantní k nízkým teplotám; v Asii a Severní Americe tvoří arktickou hranici lesa (modřín dahurský je považován za nejseverněji rostoucí strom vůbec, na poloostrově Tajmyr na Sibiři zasahuje až za 72. rovnoběžku; více na sever už rostou pouze ojediněle keřovité břízy).
Na půdu příliš náročné nejsou, vyhovují jim spíše hlubší hlinité, alespoň středně vlhké půdy, dokážou však přežít i na chudých štěrkovitých substrátech, nejsou-li příliš suché. Všechny druhy modřínu jsou vápnomilné.

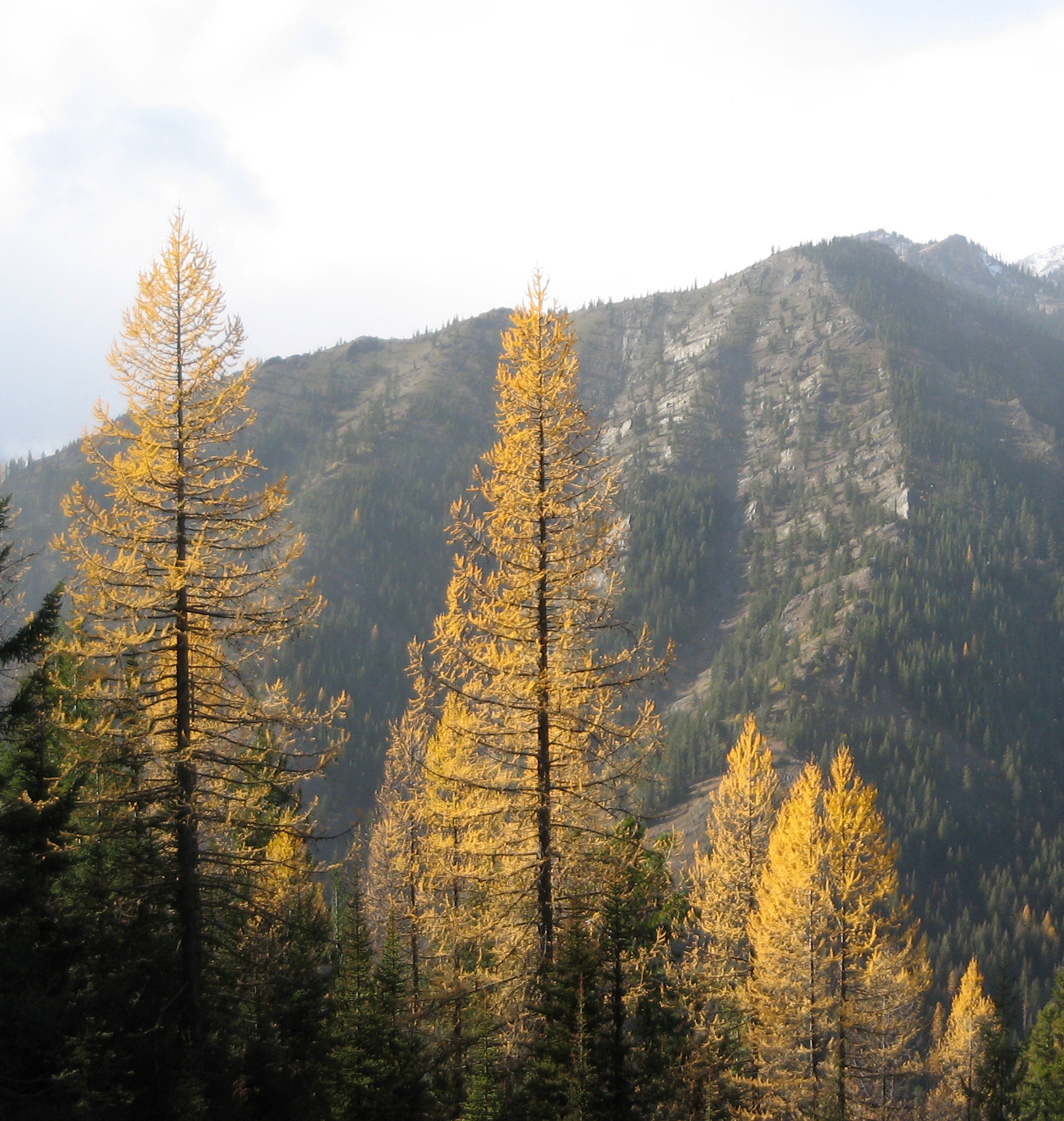
Modřín západní ve státě Washington za západě USA

## Rozšíření
Modříny se přirozeně vyskytují jednak v nížinných boreálních lesích Aljašky, Kanady a Ruska, jednak ve středních a vyšších polohách hor mírného pásu, jako jsou Alpy, Mongolsko, severovýchodní Čína, jižní Korea nebo centrální Japonsko. Do vysokých poloh šplhají v čínských částech Himálaje. V Americe areál jejich výskytu zahrnuje severovýchod USA a střední část Skalistých hor. Jako ceněné hospodářské dřeviny jsou pěstovány i mimo přirozený areál rozšíření.
Centrem druhového bohatství rodu je východní až severovýchodní Asie.

## Taxonomie

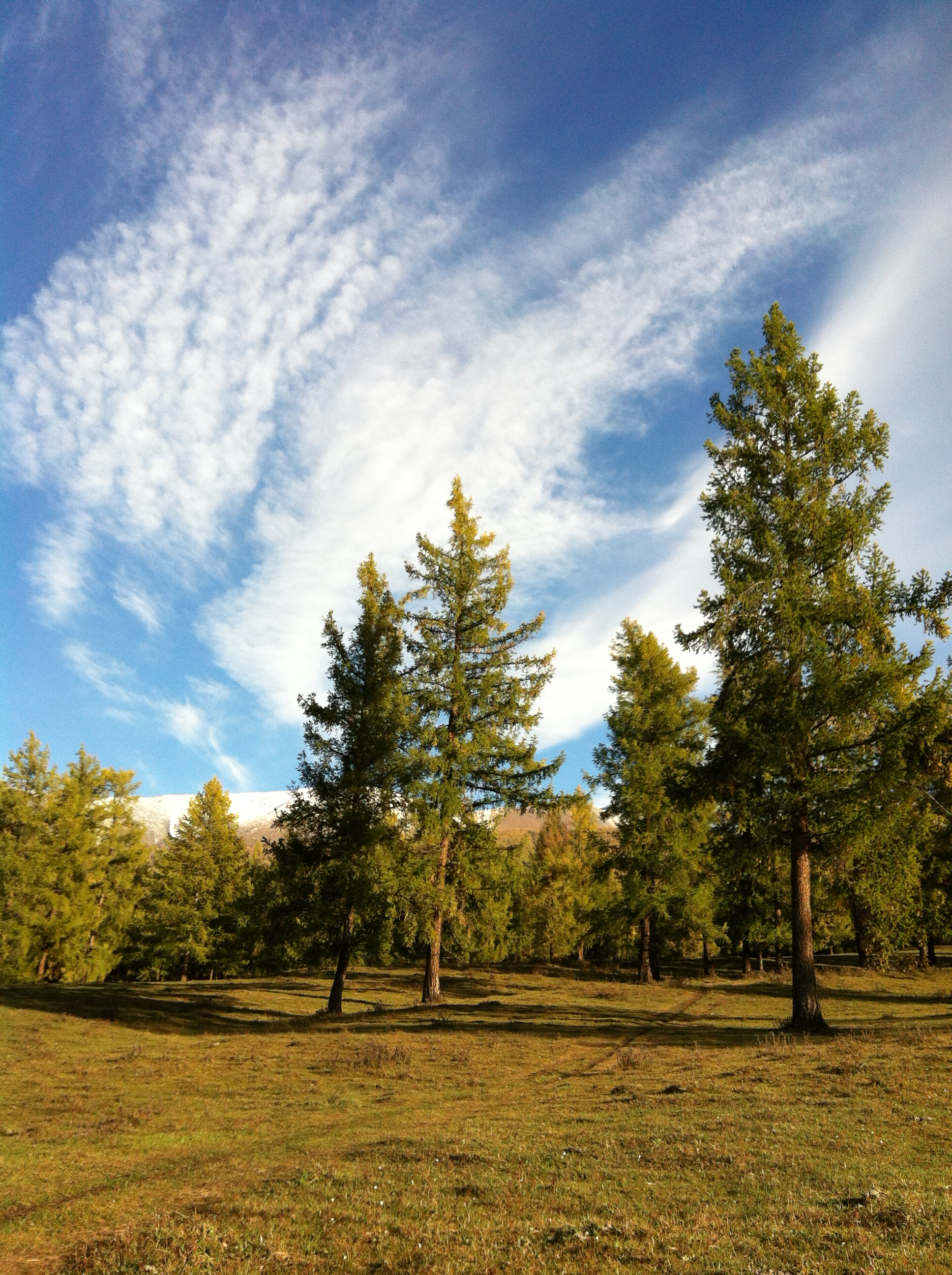
Porost modřínu sibiřského na Altaji

Rod Larix patří spolu se svým sesterským taxonem douglaskou (Pseudotsuga) do podčeledi Laricoideae. Tradičně býval rozdělován na dvě podskupiny, a to podle délky podpůrných šupin v šiškách na sekci Larix (krátké, nevyčnívající) a Multiseriales (dlouhé, vyčnívající). Později byl rod rozčleněn geneticky (Gernandt & Liston 1999) a geograficky na modříny Starého světa a Nového světa. Uvádí se na 20 různých taxonů modřínu; vzhledem k možnostem křížení a rozsáhlým kultivacím jsou hranice mezi druhy a variantami v rámci rodu někdy nejasné a počet taxonů považovaných za samostatný druh se v různých pojetích liší.
Modříny Starého světa
- modřín opadavý (Larix decidua) – hory střední Evropy
- modřín dahurský (Larix gmelinii, syn. L. dahurica) – pláně a řídké lesy východní Sibiře
- modřín himálajský (Larix griffithii, syn. L. griffithiana) – východní Himálaj
  - modřín junnanský (Larix griffithii var. speciosa) – nejjihozápadnější Čína
- modřín japonský (Larix kaempferi, syn. L. leptolepis) – pohoří v Japonsku
- modřín Mastersův (Larix mastersiana) – hory na západě Číny
- modřín Potaninův (Larix potaninii) – jihozápadní Čína.
  - Larix potaninii var. himalaica – střední Himálaj
  - Larix potaninii var. chinensis – Čína
- modřín sibiřský (Larix sibirica) – západní Sibiř

Modříny Nového světa

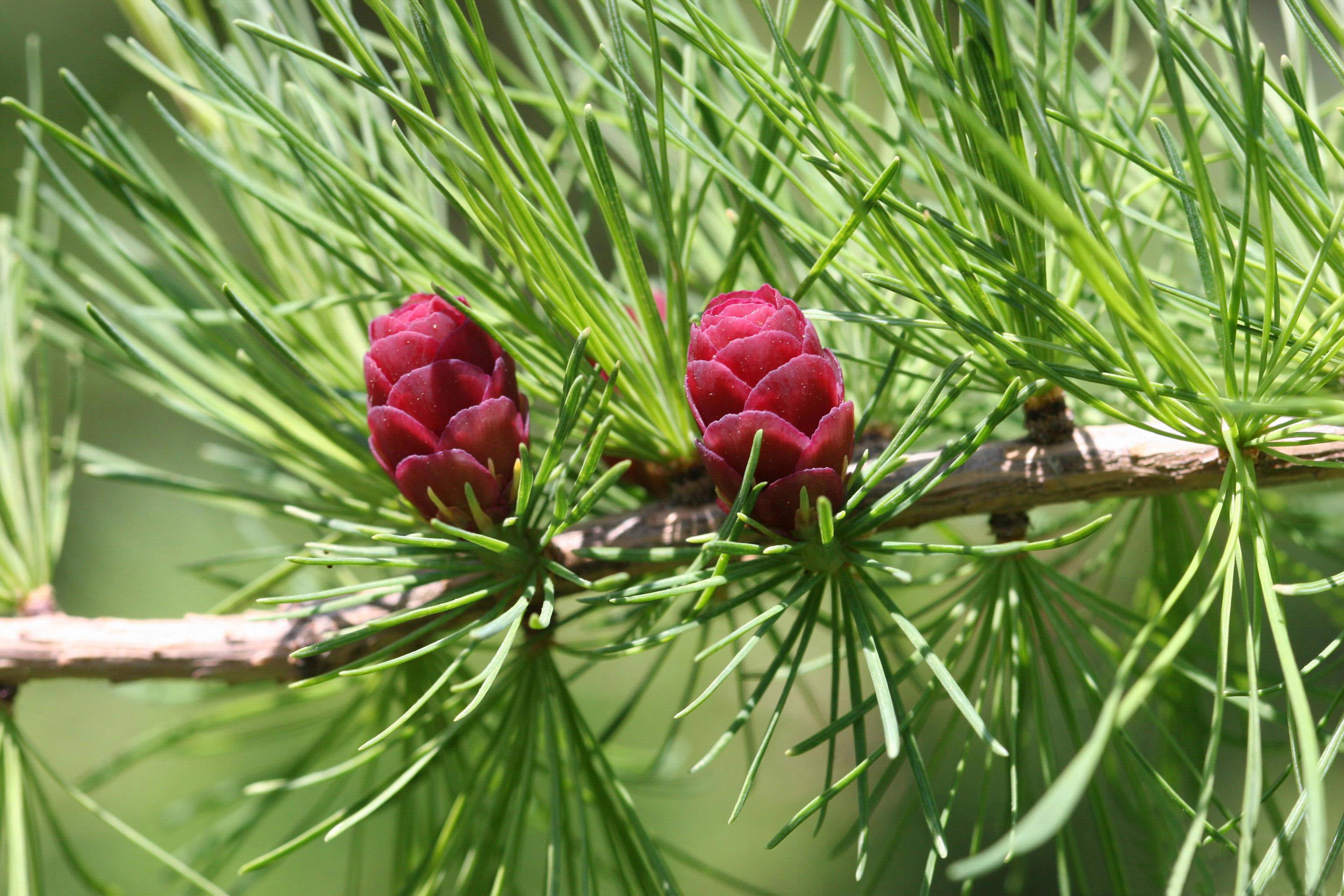
Mladé samičí šištice modřínu amerického

- modřín americký, resp. modřínovitý nebo tamarak (Larix laricina, syn. Larix americana) – pláně a roztroušené lesy Severní Ameriky.
- Larix lyallii – severozápad USA a jihozápad Kanady, vysoko v horách
- modřín západní (Larix occidentalis) – severozápad USA a jihozápad Kanady, podhůří

### Významní kříženci
- Larix x eurolepis A. Henry (L. decidua x L. kaempferi)
- Larix x marschlinsii Coaz (L. decidua x L. sibirica)
- Larix x pendula (Sol.) Salisb. (L. decidua x L. laricina)

## Využití
Modříny jsou ceněny v lesním hospodářství pro své tvrdé, pevné a odolné dřevo. Bývají také vysazovány jako okrasné dřeviny, atraktivní především podzimním zbarvením, dále jemnou svěže zelenou barvou v letních měsících a drobnými vytrvávajícími šiškami. Modřín japonský je populárním materiálem pro pěstění bonsají.

## Choroby a škůdci
- Korová nekróza modřínu
- Sypavka modřínu